# Petrus Camper
Petrus Camper (ibland Pieter Camper eller Peter Camper), från Petrus van Campen, född 11 maj 1722 i Leiden och död 7 april 1789 i den Haag, var en holländsk läkare, obstetriker, anatom, fysiolog, zoolog, botaniker, paleontolog och naturvetare under upplysningstiden. Han var verksam som professor först från 1750 i Franeker (filosofi, medicin och kirurgi), sedan från 1755 i Amsterdam (anatomi och kirurgi) och slutligen från 1763 i Groningen (teoretisk medicin, anatomi, kirurgi och botanik).
Camper var en mångsysslare som studerade såväl amputationer som fåglarnas ihåliga ben, undersökte orangutanger, valar, de fossila käkarna av en mosasaurie (som han trodde var en tandval), fiskarnas hörsel och grodornas läten. Han var en av de första som intresserade sig för jämförande anatomi och paleontologi. Goethe kallade honom för "en meteor av anda, vetenskap, talang och verksamhet". Camper var en celebritet i 1700-talets Europa, blev invald i såväl den franska vetenskapsakademin som Royal Society och han vann så många (tio) pristävlingar med sina uppstatser att Félix Vicq d’Azyr skrev till honom att "det var rätt att han inte ställde upp i fler tävlingar, eftersom han hade så många vapen att han uteslöt alla konkurrenter". Han intresserade sig för arkitektur, teckning, matematik, möbelsnickeri och skulptur. Han förde ett gott liv och vägde enligt egen utsago 220 pund.

## Biografi

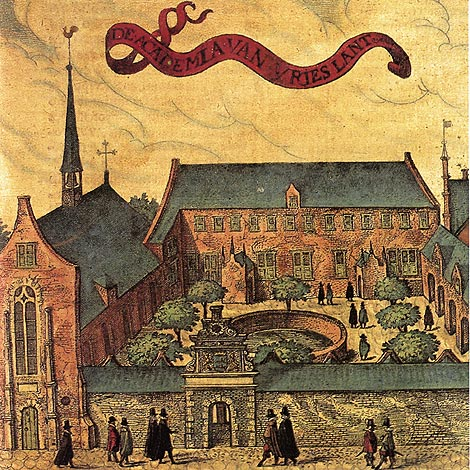
Franekers akademi

Petrus Camper var son till Florentius Camper (1675–1678), en välbeställd predikant i Leiden, som mellan 1702 och 1713 varit verksam som predikant i Batavia (nuvarande Djakarta) på Java i Nederländska Ostindien, och där gjort sig en förmögenhet, och Sara Geertruida Ketting (1675–1678). Fadern, understödd av Herman Boerhaave, uppmuntrade tidigt sonens nyfikenhet, läraktighet och kreativitet. Sonen fick lära sig språk (speciellt latin), räkning, teknik, svarvning och snickeri. Petrus fick även lektioner i teckning och gjorde sådana framsteg att han vid 16 års ålder började med oljemålning.
Petrus studerade i sin hemort: fysik (eller rättare naturfilosofi) under Willem Jacob 's Gravesande och Petrus van Musschenbroek, samt medicin under Bernhard Siegfried Albinus, Adriaan van Royen, Herman Oosterdijk Schacht och Hiëronymus David Gaubius. Han praktiserade också för Cornelis Trioen, som var lärare för Leidens barnmorskor. Camper promoverades samma dag, den 14 oktober 1746, i både filosofi och medicin. På det filosofiska området hade han en livslång vänskap med den ett halvår äldre Frans Hemsterhuis en företrädare för Isaac Newtons empiriska filosofi, som i Nederländerna omhuldades av 's Gravesande och van Musschenbroek. Efter sina föräldrars död 1748 företog han en studieresa till England (där han tillbringade över ett år), Frankrike (Paris och Lyon), Schweiz (Genève) och hem via Tyskland, under vilken han bland annat bevistade William Smellies obstetrikkurs i London och den berömde kirurgen Antoine Louis' kurser i Paris. Under resan träffade han bland annat James Bradley (Oxford), Robert Smith (Cambridge) och Georges-Louis Leclerc de Buffon (Paris).

### Franeker
1749 fick Camper, på väg från Paris och i närheten av Genève, besked att han utnämnts till professor i filosofi vid universitetet i Franeker och, några veckor senare, även i anatomi och kirurgi. Men, han blev allvarligt sjuk, och kunde inte tillträda förrän på våren 1750 med ett installationstal om "den bästa av världar" (De mundo optimo). Bara i Franeker gavs Camper tillfälle att undervisa i filosofi och där hade han vid ett tillfälle också en tvist om den akademiska rangordningen.

### Amsterdam

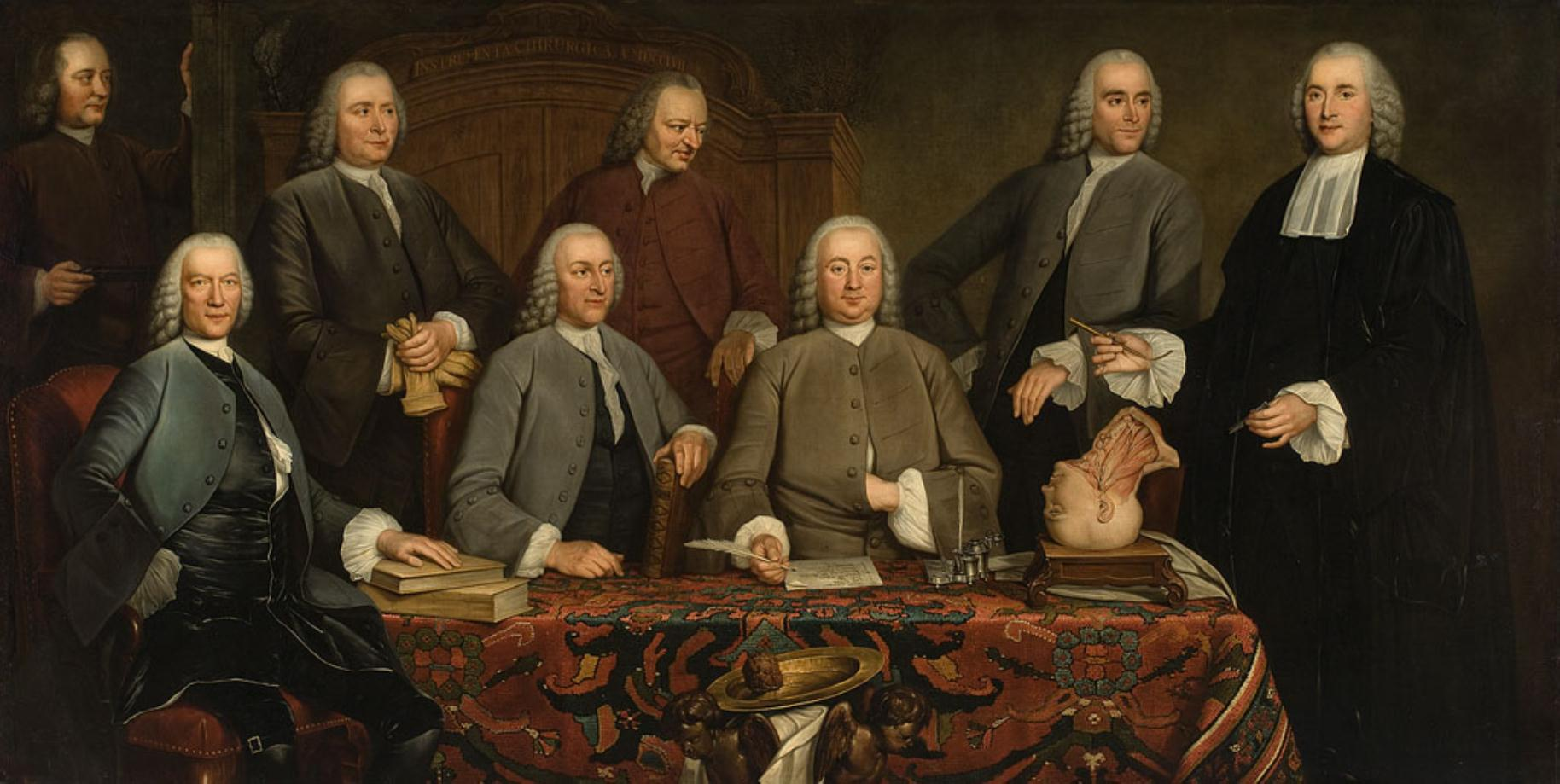
Tibout Regters - Petrus Campers anatomilektion. Målad under Campers amsterdamtid. Amsterdam Museum

Camper övergick därefter till Athenaeum Illustre i Amsterdam (1755-1761) och bosatte sig vid Warmoesstraat. Här undersökte han  knäskålar, orsaken till ljumskbråck och hur man bäst skall utforma skor. En av hans lärjungar var David van Gesscher. Camper obducerade årligen 200 lik på sjukhuset Binnengasthuis, för att utröna dödsorsaken. Som läkare var han mycket konsulterad och vid behov behandlade han fattiga kostnadsfritt.
1756 gifte han sig med Johanna Bourboom (1722-1776), en rik nybliven änka till en borgmästare från Harlingen som sedan 1754 varit hans patient. Paret fick fyra söner:
- Petrus Everardus (1757-1803),
- Jacobus (1758-1813),
- Adriaan Gilles (1759-1820) och
- Gerbrand Jacob (1760), som dog ung.[18]

Eftersom hans fru ville tillbaka till Friesland övergav Campus sin professur i Amsterdam och familjen flyttade till Klein-Lankum, en gård nära Franeker som Johanna ärvt från sin förre make. I sitt avskedstal berättade han att han dissekerat mer än 50 kroppar offentligt. I Klein-Lankum studerade han jämförande anatomi och färdigställde sitt verk i två delar Demonstrationum anatomico-pathologicarum; förstadelen hade publicerats 1760. Han deltog också i den frisiska deltstatsförsamlingens sammanträden.

### Groningen
Efter bara två år av lantlig frid utsågs han till Professor Medicinae Theoreticae, Anatomiae, Chirurgiae et Botanicae vid universitetet i Groningen. Hans installationstal Oratio de analogia inter animalia et stirpes behandlade de anatomiska likheterna mellan djur och växter och två dagar senare fortsatte han med De claudicatione, "Om hälta". Camper var en stor talare, skapade intresse bland kollegorna med sina teckningar och antalet studenter han undervisade ökade snabbt. Han var den förste som öppnade en kirurgisk poliklinik och han gav också en kurs i rättsmedicin. Han var vidare sakkunning vid bekämpningen av boskapspest (Rinderpest), vilken härjade på landsbygden 1768, och använde härvid, i samarbete med Wouter van Doeveren, de resultat som Geert Reinders fått fram genom sina experiment.